# Caravanas (álbum)
Caravanas é o 38º álbum de estúdio do músico brasileiro Chico Buarque, lançado pela gravadora Biscoito Fino em 25 de agosto de 2017. Foi eleito o 3º melhor disco brasileiro de 2017 pela revista Rolling Stone Brasil.

## Gravação e lançamento
As gravações do álbum decorreram no Rio de Janeiro no período de dois anos, em intervalos de três meses. As músicas, depois de gravadas, foram para um HD, que foi colocado dentro de um cofre instalado na gravadora Biscoito Fino, para evitar hackers.
No dia 28 de julho de 2017 foi lançado o single Tua Cantiga, nas plataformas digitais.
O álbum de Chico Buarque já era esperado pelos fãs e pela imprensa desde o fim de 2016. A assessoria de imprensa do músico negou os rumores, dizendo que apenas algumas bases haviam sido gravadas.
A foto da capa foi fotografada por Leo Aversa, com projeto gráfico de Cássia D'Elia.
O álbum teve uma edição em disco de vinil, que foi lançada em dezembro de 2017.
A tiragem inicial do CD ''Caravanas'' foi de 20 mil cópias.

## Turnê
Chico Buarque também anunciou a turnê ''Caravanas'' em seu Instagram oficial, ''@chicobuarque''. O show foi lançado em CD e DVD em novembro de 2018.

## Polêmica
Em agosto de 2017, a faixa "Tua Cantiga" causou polêmica. Em um verso, Chico Buarque diz: "Largo mulher e filhos e de joelhos vou te seguir". Pela frase, Buarque foi acusado de machismo. Ele relatou em seu Facebook oficial ter ouvido numa fila de supermercado o seguinte diálogo: - "Será que é machismo um homem largar a família para ficar com a amante? - Pelo contrário. Machismo é ficar com a família e a amante", ironizando a polêmica.

## Lista de faixas
O álbum contém nove músicas, sete inéditas e outras duas que foram gravadas na voz de outros artistas (caso de A moça do sonho, gravada por Edu Lobo no álbum Cambaio, de 2001), ou gravadas em duetos que não faziam parte de sua discografia (caso de Dueto, gravada com Nara Leão em seu álbum Com Açúcar, Com Afeto, de 1980).

### CD / digital
| N.º | Título                            | Compositor(es)                   | Duração |  |
| 1.  | "Tua cantiga"                     | Chico Buarque e Cristóvão Bastos | 4:11    |  |
| 2.  | "Blues pra Bia"                   | Chico Buarque                    | 3:16    |  |
| 3.  | "A moça do sonho"                 | Chico Buarque e Edu Lobo         | 2:46    |  |
| 4.  | "Jogo de bola"                    | Chico Buarque                    | 2:51    |  |
| 5.  | "Massarandupió" (com Chico Brown) | Chico Buarque e Chico Brown      | 2:43    |  |
| 6.  | "Dueto" (com Clara Buarque)       | Chico Buarque                    | 3:22    |  |
| 7.  | "Casualmente"                     | Chico Buarque e Jorge Helder     | 3:01    |  |
| 8.  | "Desaforos"                       | Chico Buarque                    | 2:42    |  |
| 9.  | "As caravanas" (com Rafael Mike)  | Chico Buarque                    | 2:47    |  |

### LP

#### Lado A
1. Tua cantiga
2. Blues pra Bia
3. A moça do sonho
4. Jogo de bola

#### Lado B
1. Massarandupió
2. Dueto
3. Casualmente
4. Desaforos
5. As caravanas